# Erop eraf
Erop eraf is een lied van de Nederlandse rappers Dopebwoy en Jonna Fraser. Het werd in 2021 als single uitgebracht en stond in 2022 als zestiende track op het album Turbulentie van Dopebwoy.

## Achtergrond
Erop eraf is geschreven door Ivano Biharie, Gilian Marvin Chen, Jonathan Jeffrey Grando en Jordan Averill Jacott en geproduceerd door Frnkie en Gilian Marvin Chen. Het is een nummer uit het genre nederhop. Het lied gaat over het weer kunnen feesten nadat het een tijd niet heeft gekund door de coronapandemie. De single heeft in Nederland de gouden status.
Het is niet de eerste keer dat de twee samen op een track te horen zijn. Zo stonden ze al samen op Fluister en Vakantie. Ze herhaalden de samenwerking op Enjoyment. 
In de videoclip, die is geregisseerd door Caio Silva en Pepe Favela, zijn de artiesten te zien terwijl ze dansen voor kleurrijke achtergronden en felgekleurde auto's. Het lied Erop eraf was ook op de B-kant van de single Monaco te vinden, samen met een ander nummer van Dopebwoy; Alcoholist.

## Hitnoteringen
De rappers hadden verschillend succes met het lied in Nederland. Het piekte op de achttiende plaats van de Single Top 100 en stond zeventien weken in deze hitlijst. De Top 40 werd niet bereikt; het lied bleef steken op de tiende plaats van de Tipparade.